# Antorchas
Antorchas es el quinto álbum de estudio y el sexto álbum del grupo musical argentino de punk rock 2 Minutos. Fue publicado en 2000.

## Lista de canciones
| N.º | Título                | Duración |  |
| 1.  | «Realidad uno»        |          |  |
| 2.  | «Lado oscuro»         |          |  |
| 3.  | «Jason»               |          |  |
| 4.  | «Disneylandia»        |          |  |
| 5.  | «Mundo para dos»      |          |  |
| 6.  | «Sonrisa de papel»    |          |  |
| 7.  | «Vibrador»            |          |  |
| 8.  | «Siempre es lo mismo» |          |  |
| 9.  | «Pobre Susana»        |          |  |
| 10. | «Cargo de conciencia» |          |  |
| 11. | «Vomito bar»          |          |  |
| 12. | «Marylin»             |          |  |
| 13. | «Veinte (2x10)»       |          |  |